# 代數 (環論)
在數學中，交換環上的代數或多元環是一種代數結構，上下文不致混淆時通常逕稱代數。
本頁面中的環都是指有單位的環，並使用么環一詞表示則是不一定有單位的環。

## 定義
給定一個交換環 {\displaystyle A} 。

### 代數
給定一個四元組 {\displaystyle (E,+,.,\times )} 。如果以下兩個條件成立：
1. {\displaystyle (E,+,\cdot )} 是一個 {\displaystyle A}-模。
2. {\displaystyle \times }是一個 {\displaystyle E} 的內部運算（即{\displaystyle \times :E\times E\rightarrow E}），並且是{\displaystyle A}-雙線性的。也就是說內部運算{\displaystyle \times }符合以下三點：
  - {\displaystyle \forall x,y,z\in E,\qquad \qquad (x+y)\times z=x\times z+y\times z}
  - {\displaystyle \forall x,y,z\in E,\qquad \qquad x\times (y+z)=x\times y+x\times z}
  - {\displaystyle \forall a\in A,\forall x,y\in E,\quad (a\cdot x)\times y=a\cdot (x\times y)=x\times (a\cdot y)}

那麼我們說四元組 {\displaystyle (E,+,\cdot ,\times )} 是一個 {\displaystyle A} 上的代數（或稱 {\displaystyle A}-代數），或簡稱集合 {\displaystyle E} 是一個{\displaystyle A}-代數。

### 結合代數、有單位的代數、交換代數
設 {\displaystyle (E,+,\cdot ,\times )} 為一個 {\displaystyle A}-代數。
- 如果內部運算{\displaystyle \times }符合結合律，那麼我們說 {\displaystyle E} 是一個結合代數。
- 如果內部運算{\displaystyle \times }有一個單位元（即 {\displaystyle \exists 1_{E}\in E,\forall x\in E,1_{E}\times x=x=x\times 1_{E}}），那麼此單位元是唯一的並且我們說 {\displaystyle E} 是一個有單位的代數。
- 如果內部運算{\displaystyle \times }符合交換律，那麼我們說 {\displaystyle E}  是一個交換代數。

註：有些作者用結合代數來稱呼結合且有單位的代數，或是用交換代數來稱呼結合、有單位且交換的代數。本頁面使用上述段落給的定義而不採用這些稱呼。 

## 等價定義
一樣給定一個交換環 {\displaystyle A} 。
給定一個四元組 {\displaystyle (E,+,\cdot ,\times )} 。 這是一個{\displaystyle A}上的結合代數（{\displaystyle resp.}結合且有單位的代數、{\displaystyle resp.}結合、有單位且交換的代數）當且僅當以下三個條件成立：
1. {\displaystyle (E,+,\cdot )} 是一個 {\displaystyle A}-模。
2. {\displaystyle (E,+,\times )} 是一個環（{\displaystyle resp.}一個幺環、{\displaystyle resp.}一個交換環）。
3. {\displaystyle \times }是一個 {\displaystyle E} 的內部運算（即{\displaystyle \times :E\times E\rightarrow E}），並且是{\displaystyle A}-雙線性的。

註：上述條件中的第三個條件在第一及第二條件成立下等價為：
- {\displaystyle \times }是一個 {\displaystyle E} 的內部運算（即{\displaystyle \times :E\times E\rightarrow E}），並符合{\displaystyle \forall a\in A,\forall x,y\in E,\quad (a\cdot x)\times y=a\cdot (x\times y)=x\times (a\cdot y)}

上述只是將最初定義重整理一次。然而我們可以用別種結構來理解結合且有單位的代數：
- 給定一個結合且有單位的 {\displaystyle A}-代數 {\displaystyle E} 就等於給定一個二元組 {\displaystyle (E,f)}：其中 {\displaystyle E} 是一個環，而 {\displaystyle f:A\rightarrow E} 是一個滿足{\displaystyle f(A)\subset Z(E)} 的環同態。（{\displaystyle Z(E)} 代表環 {\displaystyle E} 的中心，也就是 {\displaystyle Z(E)=\{x\in E:\forall y\in E,x\times y=y\times x\}}）。

原因是如果 {\displaystyle E} 是一個結合且有單位的{\displaystyle A}-代數，那麼 {\displaystyle E} 是一個環並且 {\displaystyle f:a\in A\longmapsto a\cdot 1_{E}\in E} 是一個環同態，滿足{\displaystyle f(A)\subset Z(E)}。反過來看，如果 {\displaystyle E} 是一個環，而 {\displaystyle f:A\rightarrow E} 是一個滿足 {\displaystyle f(A)\subset Z(E)} 的環同態，那麼我們可以定義外部運算{\displaystyle \cdot :A\times E\to E,(a,x)\longmapsto f(a)\times x}（即{\displaystyle a\cdot x{\overset {\underset {\mathrm {def} }{}}{=}}f(a)\times x}）。{\displaystyle E} 上環的結構與此外部運算結構使其成為一個 {\displaystyle A}-模並且成為一個結合且有單位的 {\displaystyle A}-代數。
將上述性質套用在交換環上，我們便可得到結合、有單位且交換的代數的另一種看法：
- 給定一個結合、有單位且交換的 {\displaystyle A}-代數 {\displaystyle E} 就等於給定一個二元組 {\displaystyle (E,f)}：其中 {\displaystyle E} 是一個交換環，而 {\displaystyle f:A\rightarrow E} 是一個的環同態。

## 代數同態
設 {\displaystyle E,F} 是 {\displaystyle A}-代數，{\displaystyle A}-模間的同態 {\displaystyle \phi :E\rightarrow F} 被稱作 {\displaystyle A}-代數間的同態，若且唯若它滿足 {\displaystyle \forall x,y\in E,\;\phi (xy)=\phi (x)\phi (y)}。因此所有 {\displaystyle A}-代數構成一個範疇，也可以探討代數間的同構。詳閱主條目代數同態。

## 結構常數
設 {\displaystyle E} 是 {\displaystyle A}-代數。當 {\displaystyle E} 是個自由的有限秩 {\displaystyle A}-模（當 {\displaystyle A} 為域且{\displaystyle \dim _{A}E<\infty } 時自動成立）時，可選定一組基底 {\displaystyle e_{1},\ldots ,e_{n}}，並將乘法寫作
{\displaystyle e_{i}e_{j}=\sum _{k}c_{ij}^{k}e_{k}\quad } （採用愛因斯坦記號）
此時常數 {\displaystyle c_{ij}^{k}\in A} 稱作 {\displaystyle E} 對基底 {\displaystyle e_{1},\ldots ,e_{n}} 的結構常數。

## 例子
- 對於{\displaystyle n\geq 2}，矩陣環 {\displaystyle {\mathcal {M}}_{n}(\mathbb {R} )} 附上矩陣乘法是一個非交換但結合且有單位的{\displaystyle \mathbb {R} }-代數。
- 對二階以上的矩陣環，假設域的特徵不等於 2。定義新的乘法為 {\displaystyle \{X,Y\}=(XY+YX)/2}，此時得到一個交換、非結合、無單位的代數。這是一個約當代數的例子。
- 歐氏空間 {\displaystyle \mathbb {R} ^{3}} 對其外積構成一個非交換、非結合且無單位的 {\displaystyle \mathbb {R} }-代數。這是一個李代數的例子。
- 四元數 {\displaystyle \mathbb {H} } 是一個非交換但結合且有單位的 {\displaystyle \mathbb {R} }-代數。
- 八元數 {\displaystyle \mathbb {O} } 是一個非交換、非結合但有單位的 {\displaystyle \mathbb {R} }-代數。
- 考慮所有在正無窮有極限且極限為0的函數{\displaystyle \mathbb {R} \to \mathbb {R} }所形成的集合，附上一般的運算會是一個結合且交換但無單位的{\displaystyle \mathbb {R} }-代數。

除了交換結合代數外，一般常研究的幾類代數包括李代數、克里福代數、約當代數等等。近來一些物理學家運用的幾何代數也是一例。
代數上也可以賦予拓撲結構，並要求代數運算是連續的；最突出的例子是巴拿赫代數，這是現代泛函分析的基石之一。

## 文獻
- Nicholas Bourbaki, Algèbre: tome 1. Chapitres 1 à 3 ISBN 2-903684-00-6